# MILF (Mothers I Like to Fuck)
MILF (Mothers I Like to Fuck) ist das dreizehnte Soloalbum des Berliner Rappers King Orgasmus One. Es erschien am 14. September 2011 über das Independent-Label I Luv Money Records. Auf Features der letzten Alben (Farid Bang, Marteria etc.) wurde komplett verzichtet und nur Untergrund-Künstler sind auf dem Album vertreten.

## Entstehung
Im April 2014 wurde ein kurzes Interview veröffentlicht, in dem King Orgasmus One sein verdecktes Arbeiten im Untergrund mit seinem Desinteresse an der momentanen Rapszene festmachte. Er gab die zukünftige Erscheinung eines neuen Albums mit Namen bekannt und sagte, er wolle wieder in Richtung harte Texte gehen. Auf der Homepage von Orgi wurde gegen August das Release-Date (14. September) festgesetzt. Am 5. August erschien auf Orgis Youtube-Channel ein Promo-Video zu einem Track aus dem Album (Ich Laufe Amok). Am 24. August wurde ein Snippet des gesamten Albums hochgeladen. Am 20. August wurde ein Video in Amsterdam zu dem Track Rapid gedreht und am 31. August hochgeladen. Dadurch wurde auch bekanntgegeben, dass das Album nur bis zum 20. September in Deutschland erhältlich sein wird, da es seitens der BPjM wahrscheinlich eine Indizierung bzw. Beschlagnahmung gegeben haben wird. Am 9. September erschien über Divinitus TV ein Interview mit Orgi, in dem er das Album vorstellte.

## Titelliste
| #  | Titel                   | Gastbeiträge           | Länge |
| -- | ----------------------- | ---------------------- | ----- |
| 1  | Intro                   |                        | 0:41  |
| 2  | Ich Laufe Amok          |                        | 2:53  |
| 3  | MILFHunter              | Bass Sultan Hengzt     | 2:45  |
| 4  | Ich Liebe Deine Muttah  | Schwartz & Blokkmonsta | 4:06  |
| 5  | Ich Schwänze Die Schule | Vork                   | 3:17  |
| 6  | Wert der Dinge Skit     |                        | 0:42  |
| 7  | Mothers I Like to Fuck  | Rocoulet & Aykiddy     | 3:10  |
| 8  | Du Vertraust Mir Nicht  |                        | 2:54  |
| 9  | Drah Die!!!             | Kroko Jack             | 3:02  |
| 10 | Rapid                   |                        | 2:05  |
| 11 | Liebe und Hass          | MC Basstard            | 2:50  |
| 12 | Keine Skrupel           | Vollbluthustler        | 3:39  |
| 13 | Untergrund Rap          | Jok-R                  | 2:55  |
| 14 | Ohhh Mother             | Murdoch                | 2:54  |
| 15 | Skit                    |                        | 0:32  |
| 16 | Notgeil                 |                        | 3:02  |
| 17 | Mutterfickah            | Bossa Nostra           | 3:31  |
| 18 | Spermagesicht           | Tayler & Herzog        | 2:54  |
| 19 | Meine MILF              | Dissziplin             | 4:03  |
| 20 | Piss Orgien             | GPC                    | 3:24  |

## Gastbeiträge
Da King Orgasmus One einige Monate zuvor nach Österreich umgezogen war, fanden sich auch einige österreichische Rapper auf dem Album:
Neben Bass Sultan Hengzt waren keine in der Rapszene bekannten Rapper vertreten. Bis auf die Tracks Ich Laufe Amok, Du Vertraust Mir Nicht und Notgeil, die die einzigen Solo-Tracks waren, war auf jedem Song mindestens ein Feature vertreten. Diese sind Blokkmonsta, Schwartz, Vorkkk, Rocoulet, Aykiddy, Kroko Jack, MC Basstard, Vollbluthustler, Jok-R, Murdoch, Bossa Nostra, Dissziplin, Herzog, Taylor und GPC.